# Eugenia González Ramos
Eugenia González Ramos (Hortaleza, 1919 - Barcelona, 11 de maig de 1939) fou una sindicalista que va treballar de cuinera i d'infermera durant la Guerra Civil Espanyola i va ser afusellada a Barcelona per les seves idees polítiques.

## Biografia
Eugenia González va néixer a Hortaleza (Madrid) i als 16 anys va afiliar-se a la UGT. Durant la Guerra va treballar com ajudant de cuina en una caserna de milícies a Carabanchel (Madrid) i posteriorment com a infermera, en un hospital de les Brigades Internacionals a Múrcia. Des de Múrcia, el 1938 va anar a Mataró, on va coincidir amb una altra infermera, Guadalupe García Ramos. Quan les Brigades Internacionals van abandonar aquella ciutat l'octubre de 1938, Eugenia i les altres infermeres van seguir prestant els seus serveis a l'hospital. El 27 de gener de 1939, les tropes franquistes van entrar a Mataró. Guadalupe García Ramos, que era una monja, va ascendir a infermera en cap i va denunciar Eugenia i va afirmar que va veure com, quan eren a Madrid, va disparar el tret de gràcia a dues persones.
En ser detinguda a Mataró, Eugenia va confessar que havia estat afiliada a la UGT, al PCE i al Socorro Rojo Internacional, tot i que posteriorment va negar-ho davant del jutge. El 22 de febrer ingressa a la presó de Mataró i el 2 d'abril és conduïda a la Presó de Dones de Les Corts, a Barcelona. El 14 d'abril, va ser jutjada junt amb tretze persones més (juicio sumarísimo de urgencia 1119), una de les quals era Asunción Verdaguer, també infermera. El jutge va dictar nou sentències de mort: vuit homes i Eugenia. Va ser afusellada en el camp de la Bota l'11 de maig de 1939. El certificat del registre civil indicava que la causa de la mort havia estat una "hemorràgia interna"; era la fórmula establerta per una llei de 1870 en el cas de mort per execució de pena capital. Eugenia González Ramos és una de les onze dones en memòria de les quals el 7 de març de 2015 es va col·locar una placa amb el nom i l'edat en el camp de la Bota.